# Diphysciaceae
Diphysciaceae är en familj av bladmossor som först beskrevs av M.Fleisch., och fick sitt nu gällande namn av Ryszard Ochyra. Diphysciaceae ingår i ordningen Diphysciales, klassen egentliga bladmossor, divisionen bladmossor, och riket växter.
Familjen innehåller bara släktet Diphyscium. Diphysciaceae är enda familjen i ordningen Diphysciales.